# Makeevka
Makeevka ou Makiivka (em ucraniano:  Макіївка; em russo:  Макеевка) é uma cidade da Ucrânia, situada no Oblast de Donetsk. Tem 426 km² de área e sua população em 2020 foi estimada em 341.362 habitantes.
As atividades metalúrgicas e a indústria química dominam a economia da cidade, e há várias minas de carvão dentro dos limites da cidade.

## Geografia

### Clima
| Gráfico climático para Makeevka                           | Gráfico climático para Makeevka | Gráfico climático para Makeevka | Gráfico climático para Makeevka | Gráfico climático para Makeevka | Gráfico climático para Makeevka | Gráfico climático para Makeevka | Gráfico climático para Makeevka | Gráfico climático para Makeevka | Gráfico climático para Makeevka | Gráfico climático para Makeevka | Gráfico climático para Makeevka |
| --------------------------------------------------------- | ------------------------------- | ------------------------------- | ------------------------------- | ------------------------------- | ------------------------------- | ------------------------------- | ------------------------------- | ------------------------------- | ------------------------------- | ------------------------------- | ------------------------------- |
| J                                                         | F                               | M                               | A                               | M                               | J                               | J                               | A                               | S                               | O                               | N                               | D                               |
| 36 -1 -7                                                  | 35 -0 -7                        | 36 6 -2                         | 47 15 5                         | 56 21 9                         | 72 25 13                        | 60 28 16                        | 51 27 15                        | 39 21 10                        | 46 13 5                         | 44 5 -1                         | 45 -1 -6                        |
| Temperaturas em °C • Precipitações em mmFonte: Meoweather |                                 |                                 |                                 |                                 |                                 |                                 |                                 |                                 |                                 |                                 |                                 |